# Vimeiro (Lourinhã)
Vimeiro é uma povoação portuguesa sede da Freguesia do Vimeiro do Município da Lourinhã, freguesia com 7,08 km² de área e 1565 habitantes (censo de 2021), tendo, por isso, uma densidade populacional de 221 hab./km².

## História
Foi nesta freguesia que decorreu a Batalha do Vimeiro, em 21 de agosto de 1808.
A Freguesia tem cerca de 375 anos, embora os mais antigos documentos históricos que aludem ao Vimeiro reportem a uma carta de foral, datada do século XII. Mas, a palavra Vimeiro ficou na memória do país em 1808, data da famosa batalha, integrada no âmbito da Guerra Peninsular, que opôs soldados portugueses e ingleses às numerosas tropas napoleónicas. Um obelisco mandado construir nos festejos dos 100 anos da batalha, por D. Manuel II, é ponto de visita obrigatória por quem ali passa, tendo sido classificado de interesse público em 1982. Diz a tradição que no Vimeiro também residiu a Rainha Santa Isabel, tendo sido a monarca a descobrir uma nascente de água que lhe curou um mal de pele e que pelo povo foi apelidada de águas santas do Vimeiro. Essa nascente integra-se numa estância termal do mesmo nome, localizada na vizinha freguesia de Maceira.
Para os interessados em aprofundar conhecimentos sobre o Vimeiro e a importante batalha que aí se travou, o Centro de Interpretação da Batalha do Vimeiro é o local ideal para começar a visita à freguesia. Outros locais de interesse são a Igreja Paroquial de São Miguel Arcanjo, a Capela do Divino Espírito Santo (Toledo), a antiga Casa-Quartel de Arthur Wellesley (posteriormente Duque de Wellington) e o Museu do Vinho e da Vinha (Toledo).

## Demografia
A população registada nos censos foi:
| Ano  | 0-14 Anos | 15-24 Anos | 25-64 Anos | > 65 Anos |
| 2001 | 235       | 178        | 762        | 268       |
| 2011 | 223       | 148        | 795        | 304       |
| 2021 | 207       | 146        | 776        | 436       |

## Património
- Padrão do Vimeiro